# Особое мнение
Особое мнение (англ. Minority Report, Separate opinion или Dissenting opinion (или dissent), лат. votum separatum) — термин в юриспруденции, обозначающий мнение члена коллегиального органа, не согласного полностью или частично с решением, принятым большинством данного органа. Особое мнение, как правило, излагается в письменной форме.

## Описание
В суде, при рассмотрении дела коллегией судей, судья, не согласный с принятым решением или приговором, вправе изложить особое мнение, которое приобщается к материалам дела. В иных коллегиальных органах (например, комиссиях) особое мнение приобщается к протоколу заседания или тексту решения. Также известна практика изложения особого мнения прямо в протоколе заседания, путём подписания его с пометкой «с особым мнением».
Особое мнение может касаться как несогласия с решением в целом, так и с его отдельной частью. Возможно особое мнение, в котором лицо соглашается с выводами органа, но возражает против его мотивации или процедурных нарушений при его принятии.
Особое мнение, само по себе, не имеет юридических последствий, однако, может быть использовано при пересмотре решения вышестоящими инстанциями.

## Международные суды
В суде ЕС особые мнения не допускаются, по состоянию на 2004 год.
Судьи Европейского суда по правам человека могут приложить свое особое мнение к рассматриваемому решению.

## Суды стран романо-германской семьи
Конституционный Суд Российской Федерации в период с 2008 по 2012 год резко расширил употребление особых мнений — с 1 до 33 за год.
Институт особых мнений судей Конституционного Суда является новеллой в российской действительности, так как появился сравнительно недавно — в 1991 году с появлением Конституционного Суда РСФСР. Однако о фактическом появлении данного института можно говорить в связи с появлением Комитета конституционного надзора СССР в 1989 году.
С 1 июля 2021 года, в связи со внесёнными поправками в ФКЗ «О Конституционном Суде Российской Федерации», судья Конституционного суда не вправе обнародовать особое мнение или мнение в какой-либо форме или публично на него ссылаться.